# 21.ª etapa de la Vuelta a España 2021
La 21.ª etapa de la Vuelta a España 2021 tuvo lugar el 5 de septiembre de 2021 y consistió en una contrarreloj individual entre Padrón y Santiago de Compostela sobre un recorrido de 33,8 km que fue ganada por el esloveno Primož Roglič del equipo Jumbo-Visma, quien de este modo logró su tercera Vuelta a España de manera consecutiva.

## Clasificación de la etapa
| Padrón - Santiago de Compostela | contrarreloj individual | (33,8 km) |

| \| Clasificación de la etapa \| Clasificación de la etapa \| Clasificación de la etapa \| Clasificación de la etapa \| Clasificación de la etapa \| \| Ciclista \| Ciclista \| Equipo \| Tiempo \| \| \| ------------------------- \| ------------------------- \| ------------------------- \| ------------------------- \| ------------------------- \| \| 1.º \| Primož Roglič \| Jumbo-Visma \| 44 min 02 s \| \| \| 2.º \| Magnus Cort \| EF Education-Nippo \| + 14 s \| \| \| 3.º \| Thymen Arensman \| Team DSM \| + 52 s \| \| \| 4.º \| Josef Černý \| Deceuninck-Quick Step \| + 1 min 16 s \| \| \| 5.º \| Chad Haga \| Team DSM \| + 1 min 43 s \| \| \| 6.º \| Egan Bernal \| Ineos Grenadiers \| + 1 min 49 s \| \| \| 7.º \| Felix Großschartner \| Bora-Hansgrohe \| + 1 min 52 s \| \| \| 8.º \| Steven Kruijswijk \| Jumbo-Visma \| + 1 min 52 s \| \| \| 9.º \| Enric Mas \| Movistar Team \| + 2 min 04 s \| \| \| 10.º \| Ion Izagirre \| Astana-Premier Tech \| + 2 min 06 s \| \| |                     |                       |              |
| |                     |                       |              |
| Fuente: ProCyclingStats |                     |                       |              |
| Clasificación de la etapa |                     |                       |              |
| Ciclista | Ciclista            | Equipo                | Tiempo       |
| 1.º | Primož Roglič       | Jumbo-Visma           | 44 min 02 s  |
| 2.º | Magnus Cort         | EF Education-Nippo    | + 14 s       |
| 3.º | Thymen Arensman     | Team DSM              | + 52 s       |
| 4.º | Josef Černý         | Deceuninck-Quick Step | + 1 min 16 s |
| 5.º | Chad Haga           | Team DSM              | + 1 min 43 s |
| 6.º | Egan Bernal         | Ineos Grenadiers      | + 1 min 49 s |
| 7.º | Felix Großschartner | Bora-Hansgrohe        | + 1 min 52 s |
| 8.º | Steven Kruijswijk   | Jumbo-Visma           | + 1 min 52 s |
| 9.º | Enric Mas           | Movistar Team         | + 2 min 04 s |
| 10.º | Ion Izagirre        | Astana-Premier Tech   | + 2 min 06 s |

## Clasificaciones al final de la etapa

### Clasificación general
| \| Clasificación general \| Clasificación general \| Clasificación general \| Clasificación general \| Clasificación general \| \| Ciclista \| Ciclista \| Equipo \| Tiempo \| \| \| --------------------- \| --------------------- \| --------------------- \| --------------------- \| --------------------- \| \| 1.º \| Primož Roglič \| Jumbo-Visma \| 83 h 55 min 29 s \| \| \| 2.º \| Enric Mas \| Movistar Team \| + 4 min 42 s \| \| \| 3.º \| Jack Haig \| Bahrain Victorious \| + 7 min 40 s \| \| \| 4.º \| Adam Yates \| Ineos Grenadiers \| + 9 min 06 s \| \| \| 5.º \| Gino Mäder \| Bahrain Victorious \| + 11 min 33 s \| \| \| 6.º \| Egan Bernal \| Ineos Grenadiers \| + 13 min 27 s \| \| \| 7.º \| David de la Cruz \| UAE Team Emirates \| + 18 min 33 s \| \| \| 8.º \| Sepp Kuss \| Jumbo-Visma \| + 18 min 55 s \| \| \| 9.º \| Guillaume Martin \| Cofidis \| + 20 min 27 s \| \| \| 10.º \| Felix Großschartner \| Bora-Hansgrohe \| + 22 min 22 s \| \| |                     |                    |                  |
| |                     |                    |                  |
| Fuente: ProCyclingStats |                     |                    |                  |
| Clasificación general |                     |                    |                  |
| Ciclista | Ciclista            | Equipo             | Tiempo           |
| 1.º | Primož Roglič       | Jumbo-Visma        | 83 h 55 min 29 s |
| 2.º | Enric Mas           | Movistar Team      | + 4 min 42 s     |
| 3.º | Jack Haig           | Bahrain Victorious | + 7 min 40 s     |
| 4.º | Adam Yates          | Ineos Grenadiers   | + 9 min 06 s     |
| 5.º | Gino Mäder          | Bahrain Victorious | + 11 min 33 s    |
| 6.º | Egan Bernal         | Ineos Grenadiers   | + 13 min 27 s    |
| 7.º | David de la Cruz    | UAE Team Emirates  | + 18 min 33 s    |
| 8.º | Sepp Kuss           | Jumbo-Visma        | + 18 min 55 s    |
| 9.º | Guillaume Martin    | Cofidis            | + 20 min 27 s    |
| 10.º | Felix Großschartner | Bora-Hansgrohe     | + 22 min 22 s    |

### Clasificación por puntos
| Clasificación por puntos | Clasificación por puntos | Clasificación por puntos | Clasificación por puntos | Clasificación por puntos |
| Ciclista                 | Ciclista                 | Equipo                   | Puntos                   |                          |
| ------------------------ | ------------------------ | ------------------------ | ------------------------ | ------------------------ |
| 1.º                      | Fabio Jakobsen           | Deceuninck-Quick Step    | 250 pts                  |                          |
| 2.º                      | Primož Roglič            | Jumbo-Visma              | 199 pts                  |                          |
| 3.º                      | Magnus Cort              | EF Education-Nippo       | 161 pts                  |                          |
| 4.º                      | Matteo Trentin           | UAE Team Emirates        | 145 pts                  |                          |
| 5.º                      | Enric Mas                | Movistar Team            | 120 pts                  |                          |
| 6.º                      | Alberto Dainese          | Team DSM                 | 120 pts                  |                          |
| 7.º                      | Michael Matthews         | BikeExchange             | 114 pts                  |                          |
| 8.º                      | Andrea Bagioli           | Deceuninck-Quick Step    | 101 pts                  |                          |
| 9.º                      | Egan Bernal              | Ineos Grenadiers         | 96 pts                   |                          |
| 10.º                     | Arnaud Démare            | Groupama-FDJ             | 91 pts                   |                          |

### Clasificación de la montaña
| Clasificación de la montaña | Clasificación de la montaña | Clasificación de la montaña | Clasificación de la montaña | Clasificación de la montaña |
| Ciclista                    | Ciclista                    | Equipo                      | Puntos                      |                             |
| --------------------------- | --------------------------- | --------------------------- | --------------------------- | --------------------------- |
| 1.º                         | Michael Storer              | Team DSM                    | 80 pts                      |                             |
| 2.º                         | Romain Bardet               | Team DSM                    | 61 pts                      |                             |
| 3.º                         | Primož Roglič               | Jumbo-Visma                 | 51 pts                      |                             |
| 4.º                         | Damiano Caruso              | Bahrain Victorious          | 33 pts                      |                             |
| 5.º                         | Rafał Majka                 | UAE Team Emirates           | 33 pts                      |                             |
| 6.º                         | Jack Haig                   | Bahrain Victorious          | 23 pts                      |                             |
| 7.º                         | Sepp Kuss                   | Jumbo-Visma                 | 19 pts                      |                             |
| 8.º                         | Enric Mas                   | Movistar Team               | 17 pts                      |                             |
| 9.º                         | Egan Bernal                 | Ineos Grenadiers            | 16 pts                      |                             |
| 10.º                        | Fabio Aru                   | Qhubeka NextHash            | 16 pts                      |                             |

### Clasificación de los jóvenes
| Clasificación del mejor joven | Clasificación del mejor joven | Clasificación del mejor joven | Clasificación del mejor joven | Clasificación del mejor joven |
| Ciclista                      | Ciclista                      | Equipo                        | Tiempo                        |                               |
| ----------------------------- | ----------------------------- | ----------------------------- | ----------------------------- | ----------------------------- |
| 1.º                           | Gino Mäder                    | Bahrain Victorious            | 84 h 07 min 02 s              |                               |
| 2.º                           | Egan Bernal                   | Ineos Grenadiers              | + 1 min 54 s                  |                               |
| 3.º                           | Juan Pedro López              | Trek-Segafredo                | + 19 min 48 s                 |                               |
| 4.º                           | Rémy Rochas                   | Cofidis                       | + 40 min 59 s                 |                               |
| 5.º                           | Clément Champoussin           | AG2R Citroën Team             | + 45 min 56 s                 |                               |
| 6.º                           | Steff Cras                    | Lotto-Soudal                  | + 1 h 10 min 33 s             |                               |
| 7.º                           | Jefferson Cepeda              | Caja Rural-Seguros RGA        | + 1 h 47 min 21 s             |                               |
| 8.º                           | Pavel Sivakov                 | Ineos Grenadiers              | + 1 h 53 min 14 s             |                               |
| 9.º                           | Gotzon Martín                 | Euskaltel-Euskadi             | + 1 h 59 min 06 s             |                               |
| 10.º                          | Michael Storer                | Team DSM                      | + 2 h 11 min 12 s             |                               |

### Clasificación por equipos
| Clasificación por equipos | Clasificación por equipos          | Clasificación por equipos | Clasificación por equipos |
| Equipo                    | Equipo                             | Tiempo                    |                           |
| ------------------------- | ---------------------------------- | ------------------------- | ------------------------- |
| 1.º                       | Bahrain Victorious                 | 252 h 19 min 35 s         |                           |
| 2.º                       | Jumbo-Visma                        | + 7 min 26 s              |                           |
| 3.º                       | Ineos Grenadiers                   | + 32 min 18 s             |                           |
| 4.º                       | UAE Team Emirates                  | + 1 h 05 min 10 s         |                           |
| 5.º                       | Intermarché-Wanty-Gobert Matériaux | + 1 h 15 min 05 s         |                           |
| 6.º                       | Movistar Team                      | + 1 h 17 min 16 s         |                           |
| 7.º                       | AG2R Citroën Team                  | + 1 h 43 min 04 s         |                           |
| 8.º                       | Cofidis                            | + 2 h 15 min 39 s         |                           |
| 9.º                       | Trek-Segafredo                     | + 2 h 38 min 20 s         |                           |
| 10.º                      | Team DSM                           | + 2 h 59 min 49 s         |                           |

## Abandonos
Ninguno.